# Avignon Nicolaï
Pour les articles homonymes, voir Nicolai.
Avignon Nicolaï (né au XIVe siècle et mort le 15 juin 1443) fut évêque de Senez, évêque de Marseille, évêque de Huesca (Aragon), évêque de Saint-Pons-de-Thomières et archevêque d’Aix-en-Provence.

## Biographie
Professeur à Marseille et à Montpellier, Avignon Nicolaï fut prieur du couvent royal de Nazareth à Aix-en-Provence. Lorsque le pape de Rome Innocent VII mourut le 6 novembre 1406, Nicolaï fut un des principaux agents de l’habile Benoît XIII qui voulait empêcher une nouvelle élection et mettre un terme au grand schisme. Avignon Nicolaï alla successivement à Florence, Rome, Sienne, Lucques etc. mais ces négociations ne purent aboutir. Pour le récompenser de son aide, Benoît XIII le nomma évêque de Sénez le 22 juin 1408. Il assista au concile de Perpignan convoqué par Benoît XIII, mais pas à celui de Pise où fut élu le pape Alexandre V qui nomma le 9 août 1409, Jean de Seillans évêque de Sénez, mais Avignon Nicolaï garda son poste jusqu’au 13 novembre 1415, date à laquelle Benoît XIII le transféra à l’évêché de Huesca (Espagne). 
Après le concile de Constance, il reconnut Martin V qui le nomma évêque de Marseille en 1420, mais pour une raison inconnue sa nomination n’eut pas de suite. Il fut nommé le 14 mars 1421 évêque de Saint-Pons (Hérault). Le 3 juillet 1422, il devint archevêque d’Aix-en-Provence où il mourut le 15 juin 1443.